# Struttura a grande scala
In astrofisica, il termine struttura a grande scala si riferisce alla caratterizzazione delle distribuzioni osservabili di materia e luce a scale dell'ordine di miliardi di anni luce.
Le stelle sono organizzate in galassie, che a loro volta formano ammassi e superammassi, separati da vuoti. Prima del 1989 si pensava comunemente che i superammassi fossero le più grandi strutture esistenti nell'Universo, e che fossero distribuiti più o meno uniformemente in tutte le direzioni. Nel 1989, tuttavia, Margaret Geller e John Huchra scoprirono la "Grande Muraglia", un muro di galassie lungo più di 500 milioni di anni luce e largo 200 milioni, ma spesso solo 15 milioni di anni luce. L'esistenza di questa struttura era rimasta inosservata così a lungo perché richiedeva di localizzare migliaia di galassie in tre dimensioni, cosa possibile solo combinando le coordinate celesti di ogni galassia con l'informazione sulla distanza derivata dallo spostamento verso il rosso.

## Descrizione
Negli studi più recenti, l'Universo appare come una collezione di giganteschi vuoti separati da muri e filamenti di galassie, con i superammassi che appaiono come nodi occasionali più densi.
Anche più vicino a noi sono state fatte scoperte recenti: al centro del Superammasso della Vergine si trova un'anomalia gravitazionale, il Grande Attrattore, scoperta nel 1986, che attira le galassie in una regione estesa per centinaia di milioni di anni luce. Queste galassie mostrano uno spostamento verso il rosso in accordo con la legge di Hubble, ma mostrano anche una variazione regolare che è sufficiente a rilevare l'esistenza di una concentrazione di massa equivalente a decine di migliaia di galassie. Tale concentrazione, detta il Grande Attrattore, si trova ad una distanza compresa tra 150 e 250 milioni di anni luce (250 milioni è la stima più recente), in direzione delle costellazioni dell'Hydra e del Centauro. Nelle sue vicinanze si trovano molte galassie grandi e vecchie, molte delle quali sono in collisione con le loro vicine, e stanno emanando grandi quantità di onde radio.
Un altro indicatore della struttura a grande scala è la foresta Lyman-alfa. Si tratta di una serie di linee di assorbimento che appaiono negli spettri dei quasar e di molte galassie lontane, che sono interpretate come l'esistenza di grandi nubi di gas intergalattico (più che altro idrogeno). Queste nubi sembrano associate con la formazione di nuove galassie.
Infine, ci sono alcune evidenze di una quantizzazione dello spostamento verso il rosso, cosa impossibile nelle teorie classiche e che implicherebbe in qualche modo l'azione della Meccanica Quantistica. Molti studi hanno investigato il fenomeno, ma molti astronomi non ritengono le evidenze significative, e l'argomento è oggetto di molte controversie.
Occorrono alcune cautele nel descrivere strutture ad una scala cosmica, perché le cose non sono sempre come appaiono: le lenti gravitazionali possono mostrare immagini in una direzione diversa da quella della loro vera sorgente, creando una vera e propria illusione ottica. Altre illusioni possono venire da ammassi di galassie che contengono forti movimenti interni. Questi movimenti, quando visti come spostamenti verso il rosso e tradotti (erroneamente) in distanze, possono far sembrare l'ammasso molto allungato lungo l'asse di vista, e creare quello che è conosciuto come un dito di Dio, una lunga catena di galassie puntata dritta verso la Terra.
La cosmologia sta ancora tentando di modellizzare la struttura e la composizione dell'Universo in modo soddisfacente. Usando il modello del Big Bang e facendo alcune assunzioni sul tipo di materia presente nell'Universo, è possibile predire la distribuzione risultante di materia, e confrontarla con quella osservata per confermare o smentire una teoria cosmologica. Al momento, le osservazioni sembrano indicare che la maggior parte dell'Universo debba consistere di materia oscura che non emette luce, in particolare di materia oscura fredda e non barionica, ossia non composta dai normali atomi che conosciamo. I modelli che assumono materia oscura calda o materia oscura barionica non riescono a conciliarsi con le osservazioni. La questione della materia oscura è comunque ancora molto controversa, anche perché sono stati proposti molti candidati differenti, nessuno dei quali è tuttavia nettamente avvantaggiato sugli altri sulla base dei dati osservativi finora raccolti.
Alcuni critici del Big Bang, come Eric J. Lerner (proponente della cosmologia del plasma) sostengono che siccome gli ammassi sono spiegabili solo con la materia oscura, che non si rileva e quindi non esisterebbe, dovrebbero essere più antichi del Big Bang stesso, senza tale materia. Per questi ricercatori, quindi, gli ammassi sarebbero molto più antichi, e costituirebbero quindi la prova che invaliderebbe il modello standard della cosmologia.

### Lista di alcune strutture a larga scala dell'Universo conosciuto
- Clowes-Campusano LQG
- Complesso di superammassi dei Pesci-Balena
- Grande Muraglia CfA2
- Grande muraglia di Ercole-Corona Boreale
- Huge-LQG
- Laniakea
- Muro dello Scultore
- NQ2-NQ4 GRB overdensity
- Sloan Great Wall
- Supervuoto di Eridano
- Supervuoto Locale Meridionale
- Supervuoto Locale Settentrionale
- U1.11
- Vuoto del Boote
- Vuoto Gigante